# Michał Tombak
Michał Tombak, właśc. Michaił Borisowicz Tombak (ur. 4 września 1953 w Karagandzie) – rosyjski nauczyciel chemii i biologii w zakresie szkoły średniej oraz autor poradników w języku rosyjskim i bestsellerów w języku polskim.
W materiałach autopromocyjnych (własna strona www) oprócz dyplomu ukończenia w roku 1976 Państwowego Instytutu Pedagogicznego w Kałudze prezentuje m.in. dyplomy nadania stopni i tytułów naukowych (według polskich odpowiedników doktora habilitowanego i profesora), wydane przez niepaństwową Najwyższą Międzyakademicką Komisję Atestacyjną, o nazwie łudząco upodobnionej do państwowej Najwyższej Komisji Atestacyjnej przy Ministerstwie Edukacji i Nauki Federacji Rosyjskiej.
Według informacji autopromocyjnych mieszka od 1999 z żoną w Łodzi oraz zajmuje się prowadzeniem turnusów.
Od 2000 jest autorem czterech poradników w języku polskim dotyczących zdrowego stylu życia, zdrowego odżywiania i długowieczności: Jak żyć długo i zdrowo, Uleczyć nieuleczalne, Droga do zdrowia i Czy można żyć 150 lat?. Książki Michała Tombaka były często wznawiane i zostały przetłumaczone na 12 języków m.in. na angielski, chiński, czeski, niemiecki, rumuński, turecki. Dalszy sukces medialny i poczytność wynika z prezentacji telewizyjnych na kanałach TVP2, TVN, TV4 i Polsatu oraz wywiadów dla prasy, np. tygodnika Angora. Michał Tombak prowadzi też internetowy blog informacyjny oraz Fan Club w serwisie Facebook.